# Roland Orzabal
Roland Orzabal, all'anagrafe Roland Jaime Orzabal de la Quintana (Portsmouth, 22 agosto 1961), è un cantante e chitarrista britannico, noto soprattutto per essere il principale autore ed interprete delle canzoni dei Tears for Fears, band da lui stesso fondata nel 1981 assieme al bassista e cantante Curt Smith.

## Biografia

### Infanzia e adolescenza
Dopo la sua nascita, la famiglia Orzabal si trasferisce a Bath, nel Somerset. È nato da madre inglese (ballerina) e padre francese (ingegnere), ma di origini spagnole (il nonno Arturo Orzabal de la Quintana era nato in Argentina da emigrati baschi). In alcune interviste Orzabal ammette di aver avuto un rapporto torbido con il padre che lo ha portato ad allontanarsi progressivamente da lui. Alla madre è invece dedicata la celebre canzone: Woman in Chains. Ha un fratello più piccolo di nome Julian (tra l'altro molto somigliante a Roland).
Conobbe Curt Smith nel 1974 all'età di 13 anni al liceo maschile "Beechen Cliff School". Orzabal ammise di averlo scambiato per un indiano mentre Smith prese Roland per un francese ma i due andarono subito d'accordo anche se i genitori di Orzabal non vedevano di buon occhio Smith per il suo atteggiamento ribelle a scuola che stava coinvolgendo anche il figlio.
Nel 1979 formarono i Graduate, band con influenze Ska che ebbe vita breve, nonostante la pubblicazione nel 1980 del loro unico lavoro: Acting My Age, che ebbe un discreto successo nei Paesi Bassi e in Spagna.

### Tears for Fears
Nel 1981, Roland scioglie i Graduate ed insieme a Smith milita per un breve periodo nei Neon, formata da Pete Byrne e Rob Fisher, che in seguito cambieranno nome in Naked Eyes. Dopo il loro scioglimento, Orzabal e Smith formarono i Tears for Fears: nome scelto dallo stesso Orzabal dopo aver letto un libro dello psicologo americano Arthur Janov che trattava i problemi e le sensazioni dell'età perinatale.
Nel novembre dello stesso anno, 1981, pubblicarono il primo lavoro con la nuova band: Suffer the Children , pezzo contenuto nel primo album del duo The Hurting (pubblicato il 25 marzo del 1983) che otterrà in Regno Unito il 1º posto nelle classifiche, grazie soprattutto a tre capolavori come Mad World, Pale Shelter e Change scritte da Orzabal (con testi che riflettono la sua infanzia e il periodo adolescenziale), che brillano per l'utilizzo del sintetizzatore e la voce di Smith.
I Tears for Fears iniziarono anche le prime tournée in Europa e nel resto del mondo e, in seguito al successo del primo album, tornarono in studio per registrare Songs from the Big Chair (pubblicato il 27 febbraio 1985), ritenuto da molti il miglior lavoro del duo. L'album vide la luce con la pubblicazione nel novembre del 1984 del singolo Shout che diventerà il loro pezzo di maggior successo in tutto il mondo (dagli Stati Uniti con il 1º posto nel Billboard Hot 100 fino all'Italia, dove ottenne il 2º posto in classifica) per l'intera durata dell'anno.
Il titolo dell'album venne ispirato dal nome di una serie televisiva britannica del 1976: Sybil, che narra la storia di una donna affetta da personalità multiple che si sente protetta e al sicuro soltanto nella sua "Big Chair". Dall'album furono tratti brani come Everybody Wants to Rule the World, Mothers Talk, I Believe, Head over Heels.
Tutti brani che riscossero un ottimo successo.
Dopo una pausa di circa 4 anni e mezzo, nel 1989 il duo Smith-Orzabal pubblica il lavoro più duro e costoso dei loro primi dieci anni di carriera: The Seeds of Love, pubblicato il 25 settembre e costato circa un milione di sterline. Il risultato ottenuto fu un album completo, dal jazz al blues sino ad un omaggio ai Beatles (grande fonte di ispirazione per Orzabal, nonché una delle sue band preferite) che vide l'apice in Sowing the Seeds of Love (scritto nel giugno 1987 successivamente alla vittoria nelle elezioni britanniche di Margaret Thatcher e del Partito Conservatore, che suonarono come una batosta per Roland proveniente dalla Classe Lavoratrice). Altro brano da ricordare è Woman in Chains che vede la partecipazione di Oleta Adams (conosciuta dai due in un locale di Kansas City) e di Phil Collins (ex-Genesis) alla batteria).

### La rottura temporanea con Smith
Dopo esser partiti alla volta degli Stati Uniti per una serie di concerti, tra i quali uno a Santa Barbara in California, al Santa Barbara County Bowl nel maggio 1990 peraltro immortalato dal video omonimo, tra Smith e Orzabal nacquero degli attriti che li portarono alla separazione nel 1991: tra le cause della rottura, alcune furono imputate a Roland, che esigeva produzioni sempre più esorbitanti e costose e tecnicamente, richiedeva una precisione ossessiva nelle registrazioni, mentre Curt iniziava a provare diffidenza al mondo del pop e venne messo a dura prova dalla fine del matrimonio con la prima moglie, che lo spinse ad abbandonare l'Inghilterra per trasferirsi a Los Angeles. Alla fine i due decisero di separarsi, dividendosi curiosamente un'automobile ed il nome del duo: Curt optò per l'auto mentre Roland tenne in piedi i Tears for Fears, proseguendo con nuovi membri la storia musicale della band.
Nel 1992 Roland registrò e pubblicò Laid so Low (Tears Roll Down) per promuovere la raccolta di greatest hits Tears Roll Down (Greatest Hits 82-92), che conteneva tutti i loro più grandi successi, eccetto The Way You Are.
Spinto dall'ottimo riscontro di vendite dell'anno precedente, il 7 giugno 1993 pubblicò Elemental che vide la collaborazione con Alan Griffiths; album che, trainato da Break it Down Again, Elemental, Cold, Goodnight Song e da una tournée di successo nei college americani, riconsegnò un po' di notorietà a Orzabal e soci. L'album entrò in classifica in Regno Unito, Francia, Italia, Paesi Bassi.
Orzabal si ripeté nel 1995 con la pubblicazione di Raoul and the Kings of Spain che si distingue dagli altri album per le sue influenze musicali latine. Nonostante l'album fosse all'altezza dei livelli di scrittura e di produzione dei precedenti, il fatto di creare un'opera incentrata sull'esotismo di una discendenza spagnola, ne compromise il successo commerciale, eccetto il singolo di lancio God's Mistake, che ebbe un buon riscontro nelle radio. Raoul and the Kings of Spain comprendeva una nuova collaborazione con Oleta Adams, che canta con Roland Orzabal in Me and My Big Ideas.
Nel 1996 Roland mise in commercio una raccolta che comprendeva B-sides dei Tears for Fears nonché cover di alcuni famosi brani degli anni ottanta: Saturnine Martial & Lunatic edita dalla Mercury.

### Riappacificazione con Smith e nuovo album
Nel 2001, a causa di obblighi burocratici, i due ritornarono a parlarsi dopo più di 10 anni, cominciando subito a ritrovare feeling e produrre materiale nuovo per un futuro album.
Nello stesso anno Orzabal pubblica il suo primo album solista: Tomcats Screaming Outside che fu pubblicato l'11 settembre e che rimase poco conosciuto, se non da una piccola cerchia di fan affezionati a Orzabal.
L'album-reunion uscì nel 2004 col nome di Everybody Loves a Happy Ending (in Inghilterra e nel resto d'Europa l'uscita fu posticipata nel febbraio 2005) cui seguirà un tour britannico e il concerto allo stadio Parco dei Principi a Parigi nel giugno 2005, da cui venne tratto il video "Secret World".
Come comunicato sul loro sito ufficiale l'8 luglio 2013 la band inglese torna in studio a registrare dopo nove anni dalla pubblicazione del loro ultimo album.
Il 19 agosto dello stesso anno la band pubblica sul suo sito ufficiale la cover di Ready to Start degli Arcade Fire cantata dai due artisti inglesi. Successivamente la band ha pubblicato anche le cover di And I Was a Boy from School e My Girls.
Nel 2015 annunciano che presto entreranno in studio per registrare un nuovo lavoro.

### Collaborazioni con altri artisti
Roland si è anche distinto nella produzione di altri artisti, fra i quali Oleta Adams ed Emilíana Torrini. Ha collaborato inoltre con il cantautore italiano Zucchero Fornaciari scrivendo insieme all'artista reggiano il brano God Bless the Child contenuto nell'album Chocabeck del 2010.

### Vita privata
Nel luglio 2017, dopo 35 anni di matrimonio, morì sua moglie Caroline di cause naturali. Roland e Curt annunciarono subito l'annullamento del tour che si sarebbe dovuto tenere assieme al duo Hall & Oates. Su consiglio dei medici, smise di esibirsi dal vivo fino al 2019.
Nel aprile 2021 ha sposato (in seconde nozze) Emily Rath, una fotografa e scrittrice.
Attualmente vive sulle colline di Hollywood, a pochi chilometri dal compagno di band Curt, ma possiede ugualmente una casa nella natia Inghilterra.